# Marcel Deprez
Marcel Deprez (ur. 12 grudnia 1843 w Chatillon-sur-Loing, zm. 13 października 1918 w Vincennes) – francuski inżynier elektryk. Pracował nad metodami przesyłu prądu elektrycznego na dalsze odległości. W 1882 dokonał pierwszego w historii udanego przesyłu prądu stałego na dystans powyżej 50 km: z Miesbach do Monachium, podczas monachijskiej wystawy zorganizowanej przez Oskara von Millera.